# わたしに会うまでの1600キロ
『わたしに会うまでの1600キロ』（わたしにあうまでのせんろっぴゃくキロ、Wild）は、2014年のアメリカ合衆国のドラマ映画。原作はシェリル・ストレイドの自叙伝『Wild: From Lost to Found on the Pacific Crest Trail』である。監督はジャン＝マルク・ヴァレ、主演はリース・ウィザースプーンが務める。
本作は批評家と観客の双方から高い評価を受け、リース・ウィザースプーンとローラ・ダーンが第87回アカデミー賞にノミネートされた。

## 概略
1995年、シェリル・ストレイドは離婚や母親の死、自らの自暴自棄な生活で負った心の傷を癒すために、数千マイルにもわたるパシフィック・クレスト・トレイルを一人で歩き通すことを決意した。
なお、本作はシェリルの一人旅を時系列を追って再現しつつ、ところどころでシェリルの回想シーンが入るという形式をとっている。

## ストーリー
1995 年 6 月、ハイキング経験がないにもかかわらず、シェリル・ストライドはミネアポリスを出発し、全長 2,650 マイル (4,260 km) のパシフィック・クレスト・トレイルのうち 1,100 マイル (1,800 km) を単独でハイキングします。旅の途中、彼女は幼少期と母親ボビーの思い出を振り返ります。母親が癌で亡くなったことで深い鬱状態に陥ったシェリルは、ヘロインや不特定多数とのセックスでその気持ちを紛らわせようとしました。自分の行動が原因で結婚生活が破綻し、望まない妊娠につながったシェリルは中絶し、母親が育ててくれた自分を取り戻すためにトレイルをハイキングすることを決意します。
シェリルはバックパックを背負い、南カリフォルニアのモハーベ砂漠を旅し始める。初日の夜、ストーブに合う燃料を間違えたため、調理ができないことに気づく。数日間、冷たい食べ物ばかり食べていたシェリルは、フランクという農夫に出会い、彼に食事を与えられ、正しい燃料を手に入れる場所に連れて行かれる。
トレイルをさらに進むと、シェリルはグレッグというハイカーに出会い、ケネディ・メドウズに着いたら次のハイキング区間の計画を手伝うことに。そこでは、エドというキャンプ客が、シェリルの重すぎるバックパックを戦略的に軽くするのを手伝い、サイズが小さすぎるハイキングブーツを新しいものに交換する手配をしてくれた。新しいブーツはトレイルのどこかで届けられる予定だ。この時や他のいくつかの停留所で、シェリルの親友エイミーが食料を送り、また、シェリルを今でも気にかけている元夫ポールからも、彼女の進歩を祝福する手紙が届く。
シェリルはグレッグのアドバイスに従い、シエラネバダ山脈の深い雪を避け、バスでリノまで行き、PCT（太平洋横断道路）に戻ることにしました。そして、計画通りの距離を歩けるよう、オレゴン州まで旅程を延長することに。しかし、それでもかなりの雪に遭遇します。なんとか雪をかき分け、新しいブーツが送られてきた町に到着。ところが、急斜面で小さなブーツの片方を誤って落としてしまい、最後の50マイルはダクトテープで補強したサンダルを履いて歩かなければなりませんでした。
町外れの砂漠にある貯水タンクが空っぽだったため、シェリルは猛暑の中、丸一日水なしで過ごした。脱水症状に陥り、疲労困憊のシェリルは、携帯用浄水器を使って飲料水を得る泥水の貯水を見つけた。水が浄化されるのを待っている間、二人のハンターが近づき、思わせぶりな発言をし、シェリルは脅迫され、無防備な気持ちになる。一人はその日遅くに戻ってきたが、友人に呼ばれて去っていった。シェリルは尾行されていないと確信できるまで逃げ続けた。
シェリルはオレゴン州に渡り、アッシュランドへ向かう。そこでジョナサンと出会い、最近亡くなったジェリー・ガルシアのトリビュートコンサートに招待され、二人は一夜を共に過ごす。
その後しばらくして、クレーター湖を訪れた後、シェリルはマウントフッド国立森林公園に着きます。そこで彼女は、PCT沿いのハイカー記録簿に署名とともに頻繁に書き込んでいる短い引用文や詩から彼女だと気づいた若い男性ハイカーのフレンドリーなグループに出会います。
ある雨の日、シェリルは祖母とハイキングをしていた少年から逃げ出したラマを見つける。ラマを返して少年と話をすると、少年はシェリルの両親について尋ねた。シェリルが母親が亡くなったことを伝えると、少年は母親が歌ってくれた「レッド・リバー・バレー」を歌い始めた。少年と祖母はトレイルを下り続け、シェリルは泣き崩れる。
9月15日、94日間の旅を終えたシェリルは、オレゴン州とワシントン州の間のコロンビア川にかかる「神々の橋」に到着し、旅を終える。橋の上を含む道中の様々な地点で、彼女はアカギツネに遭遇する。彼女はそれを、自分を見守る母の霊だと解釈する。橋に足を踏み入れると、未来のシェリルはナレーションで旅で学んだことを振り返り、4年後に橋の近くで再婚し、9年後には息子を、そして1年後には娘を授かり、母にちなんでボビーと名付けたことを明かす。

## キャスト
※括弧内は日本語吹替
- シェリル・ストレイド - リース・ウィザースプーン（宮島依里）
- バーバラ・”ボビー”・グレイ - ローラ・ダーン（田中敦子）： シェリルの母親
- エイミー - ギャビー・ホフマン（世戸さおり）： シェリルの友人
- 幼少時のシェリル - ボビー・リンドストローム
- ポール - トーマス・サドスキー（斉藤次郎）： シェリルの元夫
- リーフ - キーン・マクレー（矢野正明）： シェリルの弟
- ジョナサン - ミキール・ハースマン（野沢聡）
- フランク - W・アール・ブラウン（英語版）（魚建）： シェリルを家に泊めてくれる男性
- グレッグ - ケヴィン・ランキン（川島得愛）： シェリルが道中で出会ったハイカー
- レンジャー - ブライアン・ヴァン・ホルト
- エド - クリフ・デ・ヤング： 道中の休憩所にいた男性
- ジミー・カーター - モー・マクレー（英語版）： シェリルにインタビューする男性
- アネット - ジャン・ホーグ（英語版）： フランクの妻
- TJ - チャールズ・ベイカー（英語版）： シェリルが道中で出会うハンター
- ロナルド・ニールンド - ジェイソン・ニューウェル： シェリルの父親
- ジョー - レイ・バークリー： シェリルの昔の恋人
- ステイシー - キャスリン・デ・プラム： シェリルが道中で出会う女性ハイカー
- カイル - エヴァン・オトゥール： シェリルが道中で出会う少年
- ヴェラ - アン・ジー・バード： カイルの祖母
- シェリルのセラピスト - ランディ・シュルマン
- ボビーを担当する看護師 - アン・ソース
- ウェイン - マット・パスクァ： リーフの友達
- 25日目ヒッチハイクの女性ドライバー- シェリル・ストレイド

## 製作
2012年3月8日、リース・ウィザースプーンは自らが新しく立ち上げた映画製作会社パシフィック・スタンダードを通して、シェリル・ストレイドの自叙伝『Wild: From Lost to Found on the Pacific Crest Trail』を映画化し、自らが主演・製作を務めると発表した。2013年7月、フォックス・サーチライト・ピクチャーズが本作に出資すると報じられた。同年8月、ジャン＝マルク・ヴァレが本作のメガホンをとることに決まった。
2013年10月11日、主要撮影がオレゴン州とカリフォルニア州を中心に始まった。なお、オレゴン州での撮影には、原作者のシェリル・ストレイドが立ち会った。
撮影の過酷さに関して、ウィザースプーンは「私が今まで製作に携わった映画の中で最も過酷な撮影を要した作品であった。もちろん、撮影で、数千マイルを歩くということはなかった。でも、これまでとは違った厳しさがあった。45ポンドの重さのバックパックを背負って丘を駆け上がるシーンを撮影したとき、撮影クルーから『バックパックが重そうに見えませんね。65ポンドのバックパックを背負って、9回から10回、丘の上へと駆け上がって下さい。』と言われた。私たちは昼食をとる暇がなかったので、スナック菓子を食べていた。お風呂に入る時間もなかった。まともな撮影ではないと思うかもしれないが、とても素晴らしい撮影であったことは確かだ。完全に撮影に没頭していた。撮影クルーをこんなに身近に感じたことはなかった。」と語っている。

## 公開
2014年8月29日、本作はテルライド映画祭でプレミアを迎え、トロント国際映画祭やサンディエゴ映画祭でも上映された。同年12月3日、本作のアメリカでの限定公開が始まり、19日には拡大公開が始まった。

### サウンドトラック
2014年11月10日、レガシー・レコーディングスは本作のサウンドトラックをアメリカで発売した。

## 評価
本作は批評家から絶賛された。特に、ウィザースプーンの演技には賛辞が集中した。映画批評サイトのRotten Tomatoesには222件のレビューがあり、批評家支持率は90%、平均点は10点満点で7.5点となっている。サイト側による批評家の意見の要約は「心に強く響いてくる作品だ。『わたしに会うまでの1600キロ』はジャン＝マルク・ヴァレ監督と主演のリース・ウィザースプーンが最高の力を発揮して作り上げた作品だと分かる。」となっている。また、Metacriticには47件のレビューがあり、加重平均値は76/100となっている。
ニューヨーク・タイムズのA・O・スコットはウィザースプーンを「根性と知性を合わせ持ち、非常に誠実だ。」と評している。また、「本作のきわめて大胆な要素は、ストレイドの自叙伝のなかにある、自由連想によって引き出された、感情を大きく揺り動かす語りをそのまま生かしたことである。手際よくシーンをまとめたり、丁寧に登場人物の輪郭を描き出したりするよりもイメージと感情に働きかける方法をとる昨今の商業映画の語り方をあえて無視しているといえる。」とも指摘している。
Deadline.comのピート・ハモンドは「ウィザースプーンが2005年に出演しアカデミー主演女優賞を獲得した『ウォーク・ザ・ライン/君につづく道』以来の最高の演技だ。『自分』を探し求める女性を3本の時間軸で演じたウィザースプーンが、アカデミー主演女優賞へのノミネートを巡る激しい争いに加わるのは間違いない。」と述べている。
原作者のシェリル・ストレイドは本作がアカデミー作品賞にノミネートされなかったのはハリウッドの性差別が原因だと批判した。

## 受賞
| 賞                                       | 賞             | 賞                      | 賞                                       | 賞         |
| 賞                                       | 結果発表日     | カテゴリ                | 対象者                                   | 結果       |
| ---------------------------------------- | -------------- | ----------------------- | ---------------------------------------- | ---------- |
| アカデミー賞                             | 2015年2月22日  | 主演女優賞              | リース・ウィザースプーン                 | ノミネート |
| アカデミー賞                             | 2015年2月22日  | 助演女優賞              | ローラ・ダーン                           | ノミネート |
| オーストラリア映画テレビ芸術アカデミー賞 | 2015年1月31日  | 主演女優賞              | リース・ウィザースプーン                 | ノミネート |
| 英国アカデミー賞                         | 2015年2月8日   | 主演女優賞              | リース・ウィザースプーン                 | ノミネート |
| クリティクス・チョイス・アワード         | 2015年1月15日  | 主演女優賞              | リース・ウィザースプーン                 | ノミネート |
| クリティクス・チョイス・アワード         | 2015年1月15日  | 脚色賞                  | ニック・ホーンビィ                       | ノミネート |
| 衣装デザイナー組合賞                     | 2015年2月17日  | 映画部門                | メリッサ・ブランニング                   | ノミネート |
| ゴールデングローブ賞                     | 2015年1月11日  | 主演女優賞 (ドラマ部門) | リース・ウィザースプーン                 | ノミネート |
| ロケーション・マネジャー組合賞           | 2015年3月7日   | 映画部門最優秀賞        | ナンシー・ヘッカー                       | 受賞       |
| MTVムービー・アワード                    | 2015年4月12日  | 女性演技賞              | リース・ウィザースプーン                 | ノミネート |
| サンフランシスコ映画批評家協会賞         | 2014年12月14日 | 主演女優賞              | リース・ウィザースプーン                 | ノミネート |
| サンフランシスコ映画批評家協会賞         | 2014年12月14日 | 脚色賞                  | ニック・ホーンビィ                       | ノミネート |
| サテライト賞                             | 2015年2月15日  | 主演女優賞              | リース・ウィザースプーン                 | ノミネート |
| サテライト賞                             | 2015年2月15日  | 助演女優賞              | ローラ・ダーン                           | ノミネート |
| サテライト賞                             | 2015年2月15日  | 脚色賞                  | ニック・ホーンビィ                       | ノミネート |
| 全米映画俳優組合賞                       | 2015年1月25日  | 主演女優賞              | リース・ウィザースプーン                 | ノミネート |
| USCスクリプター賞                        | 2015年1月31日  | 脚色賞                  | ニック・ホーンビィ、シェリル・ストレイド | ノミネート |
| ワシントンD.C.映画批評家協会賞           | 2014年12月8日  | 主演女優賞              | リース・ウィザースプーン                 | ノミネート |
| ワシントンD.C.映画批評家協会賞           | 2014年12月8日  | 助演女優賞              | ローラ・ダーン                           | ノミネート |
| ワシントンD.C.映画批評家協会賞           | 2014年12月8日  | 脚色賞                  | ニック・ホーンビィ                       | ノミネート |
| 全米脚本家組合賞                         | 2015年2月14日  | 脚色賞                  | ニック・ホーンビィ                       | ノミネート |